# Camino natural

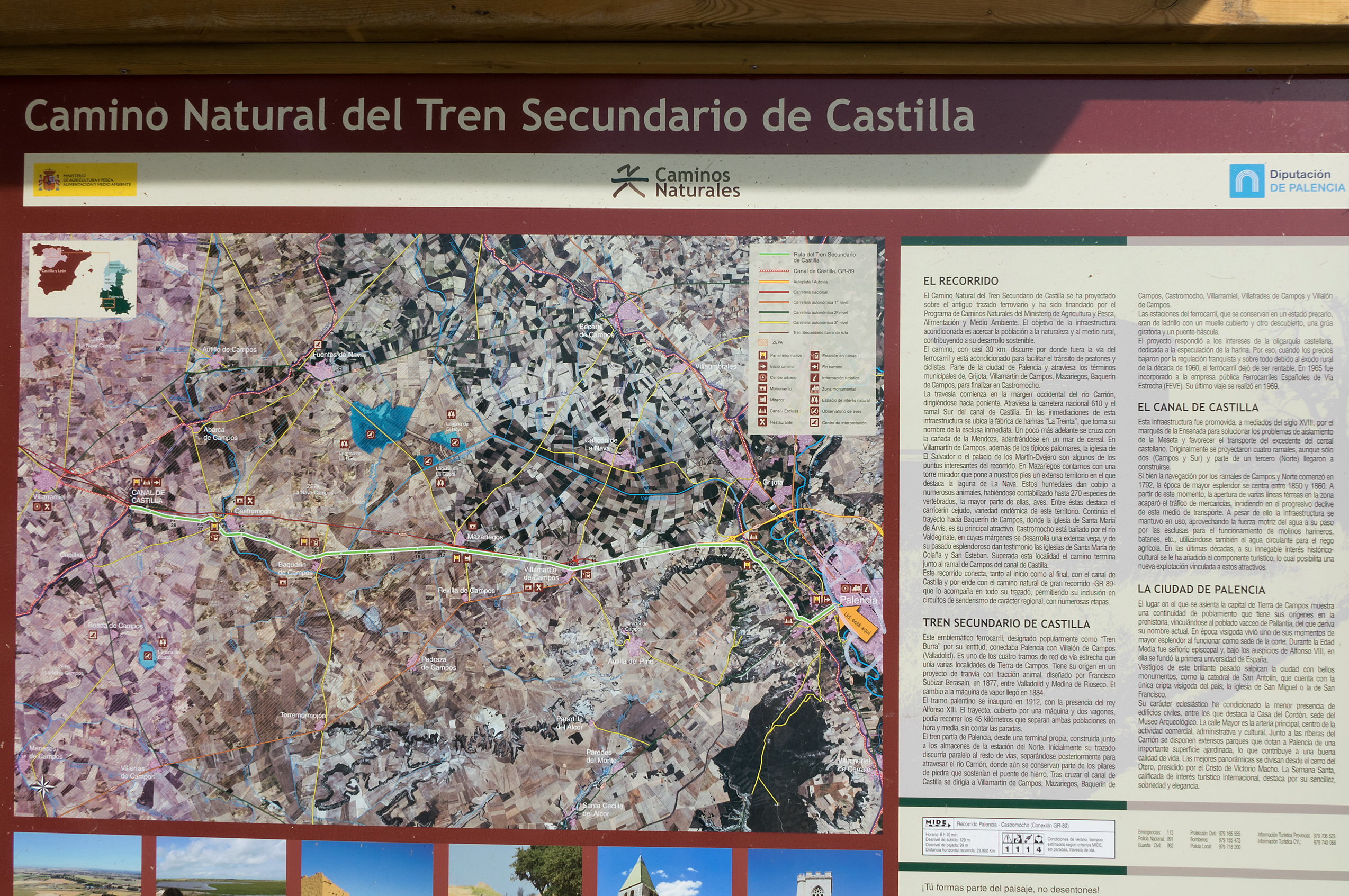
Panel informativo utilizado en un Camino Natural de España.

Un Camino Natural es un itinerario acondicionado para practicar senderismo, cicloturismo, actividades ecuestres, o actividades de movilidad sostenible, en estas  antiguas infraestructuras de transporte recuperadas.
Además, estos itinerarios tienen otros aspectos a considerar, como su inmersión en la naturaleza, su valor paisajístico, su interés histórico y cultural así como facilitar un turismo alternativo usado como motor de desarrollo de las zonas rurales.

## España
El Programa de Caminos Naturales desarrollado por el  Ministerio de Agricultura, Pesca y Alimentación (MAPA) se encarga de la recuperación de antiguas infraestructuras relacionadas con el transporte y la comunicación, que se encuentran en desuso o en estado de abandono para su nuevo uso y que, posteriormente, se encuadran en la Red de Caminos Naturales de España. En 2024,  la  Red de Caminos Naturales de España cuenta con más de un centenar de rutas que permiten un contacto estrecho con el entorno y paisaje natural y se distribuyen a lo largo de toda la geografía española. Poniendo en valor estructuras e infraestructuras de gran interés histórico, industrial, gastronómico y cultural.

### Historia
En el año 1993 surge el Programa de Caminos Naturales, de la mano de la Administración General del Estado con objetivo inicial de recuperar antiguas líneas y vías de ferrocarril abandonadas y en precario estado de conservación, naciendo así una Red de Caminos Naturales.
Este proyecto con el paso del tiempo adquirió un carácter más amplio, englobando la restauración de todo tipo de vías públicas como: canales, vías pecuarias, caminos tradicionales e históricos, caminos de sirga, vías ferroviarias, senderos y sendas, etc.
El primer Camino Natural rehabilitado fue el Camino Natural Vía Verde del Carrilet (Girona), en el año 1993. Un itinerario que entró en funcionamiento cuatro años más tarde.
En 1996, con la creación del antiguo Ministerio de Medio Ambiente, el proyecto de Caminos Naturales emprendió el reacondicionamiento de otros itinerarios dentro del Programa, que no estaban relacionados con vías férreas. Recuperándose así antiguas vías pecuarias, caminos históricos, vías de servidumbre de paso de los dominios públicos, etc.
En los primeros años del Programa y hasta 1999 la mayor parte de los caminos tenían una longitud inferior a 50 km y las actuaciones se encontraban muy dispersas a lo largo del territorio nacional.
Con el aumento de la demanda de este tipo de itinerarios, así como de una mayor longitud y conexión entre los caminos, las siguientes actuaciones se empezaron a englobar en una única malla o red a nivel nacional, conocida como la Red de Caminos Naturales de España.
Pero el verdadero punto de inflexión fue la finalización del Camino Natural del Ebro, en el año 2008. Un sendero de más de 1.300 km que acompaña al gran río ibérico desde su nacimiento hasta su desembocadura.
Inicialmente los caminos se plantearon como un acercamiento del público a la naturaleza y al entorno rural, pero la Red también busca afianzarse como elemento vertebrador del territorio y motor socioeconómico del medio rural. Un desarrollo ecológico y sostenible en el cual se engloban tres aspectos esenciales: sostenibilidad económica, sostenibilidad medioambiental y bienestar social.
La Red de Caminos Naturales de España depende del Ministerio de Agricultura, Pesca y Alimentación (MAPA) y cuenta con más de un centenar de itinerarios, sumando alrededor de 10.800 km.

Desde el Ministerio de Agricultura, Pesca y Alimentación  se viene realizando un trabajo continuo para la rehabilitación de nuevos caminos en todas las Comunidades Autónomas, con el objetivo de trazar un mallado a nivel nacional aún más extenso.

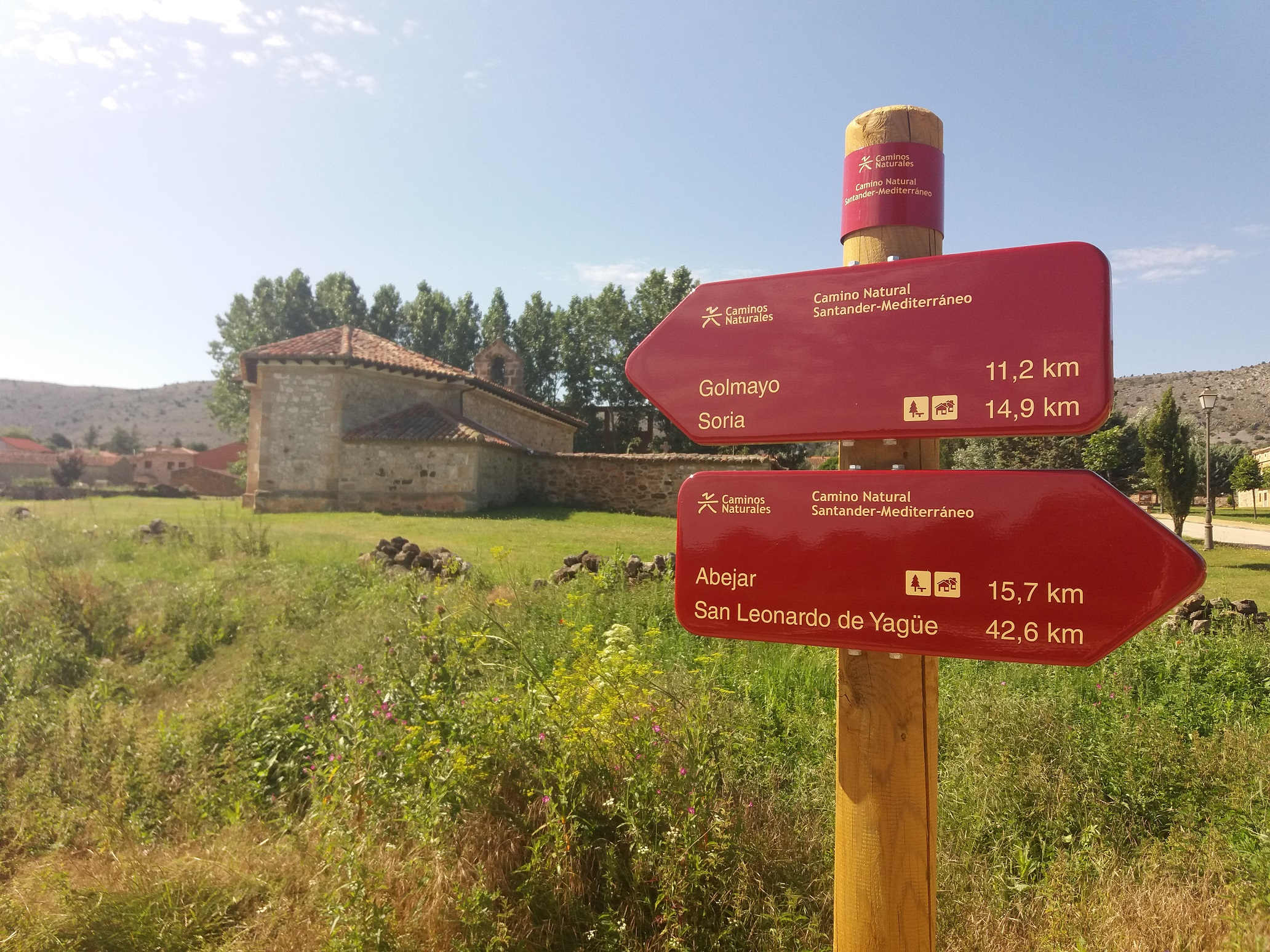
Señal en el Camino Natural Santander Mediterráneo en la provincia de Soria

Para incluir una ruta en este programa, es necesario que una entidad pública de carácter local lo solicite al Ministerio de Agricultura, Pesca y Alimentación, que es el responsable de desarrollarlo. Una vez aceptada la propuesta, será el propio Ministerio el encargado de las obras de acondicionamiento con cargo a su presupuesto. La gestión posterior y el mantenimiento de los arreglos realizados quedará a cargo de la entidad promotora solicitante.
La denominación Camino Natural es una marca registrada por el Ministerio de Agricultura, Pesca y Alimentación en la Oficina Española de Patentes y Marcas.

### Objetivos
El Programa de Caminos Naturales surge con los siguientes objetivos::
- Mantener y restablecer el uso de infraestructuras públicas en estado de abandono y en precario estado de conservación.
- Responder a las demandas sociales de un turismo alternativo, centrado en la sostenibilidad y en el poco impacto medioambiental.
- Desestacionalizar el sector turístico, sobre todo en la España rural, frente a ese turismo “de sol y playa” masificado y de carácter estacional.
- Proporcionar un espacio para la realización de actividades deportivas, culturales y recreativas, así como un espacio dedicado al ciclismo y senderismo. Todo ello a través de un contacto estrecho con la naturaleza.
- Impulsar el desarrollo socioeconómico y sostenible de zonas eminentemente rurales, mediante la explotación, potenciación y recuperación de recursos económicos ya existentes en la zona.[3]
- Generar empleo en el entorno rural, ayudando a paliar las consecuencias del reto demográfico y colaborando a la repoblación de la “España vaciada”. Así como pretende servir de elemento de cohesión territorial y social para el territorio.
- Recuperar y restaurar el patrimonio cultural, arquitectónico, industrial, histórico y natural presentes a lo largo de toda la geografía española.
- Conseguir el desarrollo de un modelo de movilidad sostenible y saludable.

### Situación actual
La inversión por parte del Ministerio de Agricultura, Pesca y Alimentación hasta finales del año 2023, asciende a 279,3 millones de euros. Una cifra cofinanciada por el Fondo Europeo Agrícola de Desarrollo Rural (FEADER) como parte del Programa Nacional de Desarrollo Rural 2014-2020 (PNDR).
Gracias a esta inversión se ha podido beneficiar a cientos de municipios poniendo en servicio 10.800 km de Caminos Naturalesdistribuidos en más de 120 itinerarios.
Los trazados habilitados, disponibles en la web de Caminos Naturales de España se dividen u organizan en sectores geográficos: noroeste, noreste, este, centro y sur peninsular, sumando ambos archipiélagos. Estos sectores se distribuyen así:
| Sector                 | Comunidades Autónomas                                                 | Provincias | Rutas/CCNN disponibles | Kilómetros aproximados puestos en servicio (2024) |
| I- Noroeste Peninsular | Galicia, Principado de Asturias, Cantabria y (parte) Castilla Y León  | La Coruña, Lugo, Ourense, Pontevedra; Asturias; Cantabria; León, Palencia, Burgos, Valladolid y Zamora            | 31                     | 2.772 km                                          |
| II- Noreste Peninsular | Comunidad Foral de Navarra, País Vasco, La Rioja, Aragón y Cataluña   | Bizkaia, Guipuzco y Álava; Navarra; La Rioja; Huesca, Zaragoza y Teruel; Girona, Lleida, Barcelona y Tarragona    | 36                     | 2.982 km                                          |
| III- Este Peninsular   | Comunidad Valenciana y Región de Murcia                               | Valencia, Alicante y Castellón; Murcia                                                                            | 8                      | 321 km                                            |
| IV-Sector Balear       | Islas Baleares                                                        | | 2                      | 187 km                                            |
| V-Sur Peninsular       | Andalucía                                                             | Huelva, Sevilla, Córdoba, Jaén, Cádiz, Málaga, Granada y Almería                                                  | 13                     | 446 km                                            |
| VI- Centro Peninsular  | Comunidad de Madrid, Castilla y León, Castilla La-Mancha, Extremadura | Madrid; Salamanca, Ávila, Segovia y Soria; Guadalajara, Toledo, Cuenca, Ciudad Real y Albacete; Cáceres y Badajoz | 25                     | 3.687 km                                          |
| VII- Sector Canario    | Islas Canarias                                                        | | 7                      | 990 km                                            |

En la actualidad, el Ministerio de Agricultura, Pesca y Alimentación sigue trabajando para habilitar y acondicionar nuevos tramos, con el objetivo de construir y trazar un mallado de Caminos Naturales a nivel nacional.

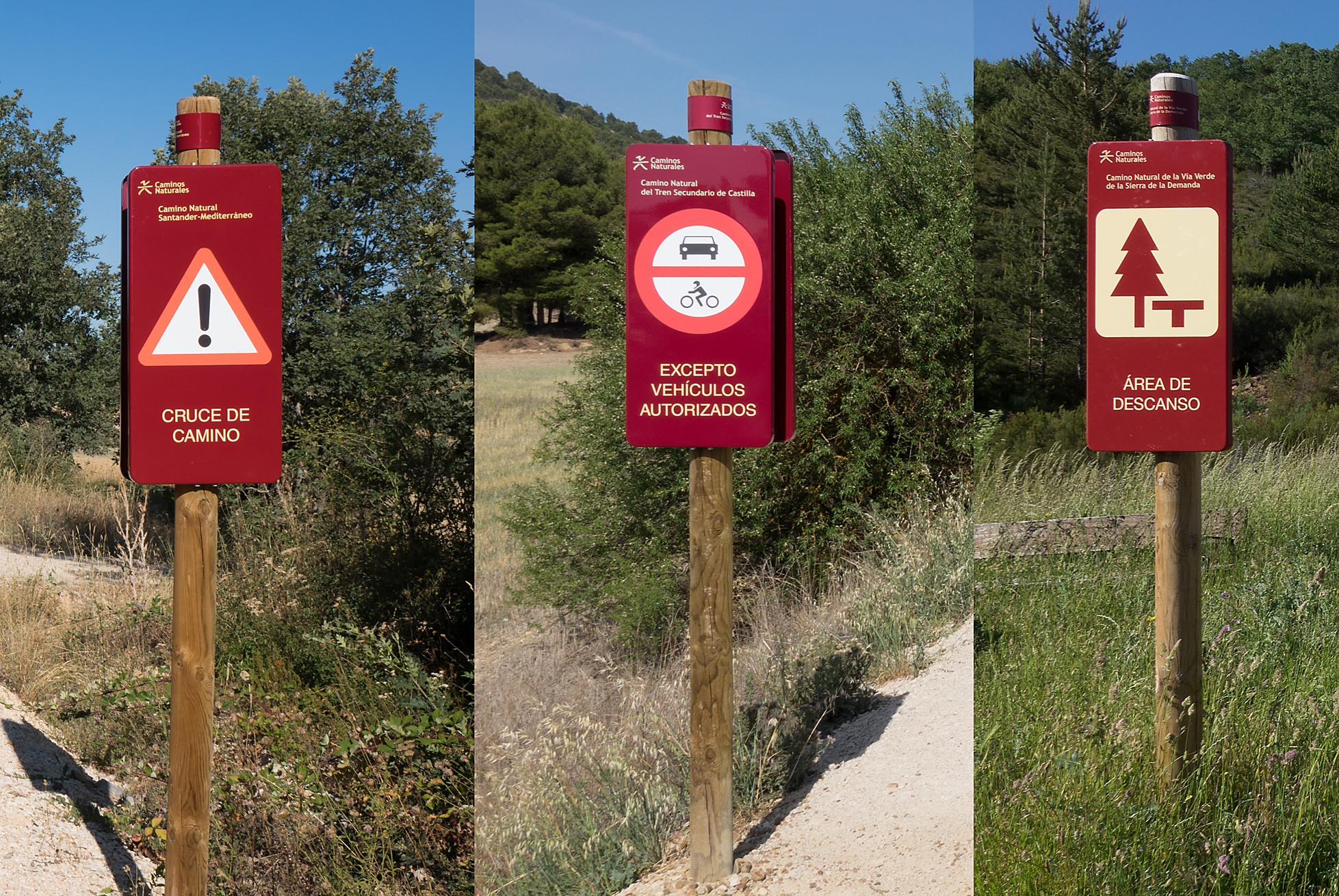
Señales informativas utilizadas en caminos naturales.

En marzo de 2021, algunos caminos que se han puesto en servicio recientemente destacan por su  extensión:
- Ruta del Cantábrico,[8] desde Ribadeo (Lugo) hasta Ladrido (La Coruña). Es un recorrido con 7 etapas diferenciadas y un total de 150 km de camino por la costa.
- Cañada Real Soriana Occidental,[9] atravesando toda la provincia de Segovia, desde El Espinar hasta Ayllón. Es un recorrido con 8 etapas diferenciadas y 144 km de camino.
- Humedales de La Mancha,[10] entre Villacañas (Toledo) y Las Mesas (Cuenca), con un tránsito por la provincia de Ciudad Real. Es un recorrido con 5 etapas diferenciadas y un total de 150 km de camino.
- Matarraña-Algars,[11] desde Beceite (Teruel), por las comarcas nombradas por los ríos Matarraña y Algars, con un tránsito por las provincias de Zaragoza y Tarragona. Es un recorrido casi circular con 13 etapas diferenciadas y un total de 197 km de camino.

En diciembre de 2022 Finalizan las obras de construcción del Camino Natural Santander-Mediterráneo en el tramo de la comarca del Jiloca 

### Señalética
En cuanto a la señalética (señales y cartelería) de la Red de Caminos Naturales hay que destacar que la marca y denominación Caminos Naturales  es marca registrada en la Oficina Española de Patentes y Marcas. El logo de Caminos Naturales está lleno de simbolismo utilizando distintos colores para representar el entorno natural de los itinerarios: el camino está representado por la traza marrón y la montaña por la verde clara; la línea horizontal en tono verde oscuro representa el horizonte. En conjunto, la figura intentaba asemejarse a un senderista caminando. 

### Accesibilidad y bicicleta

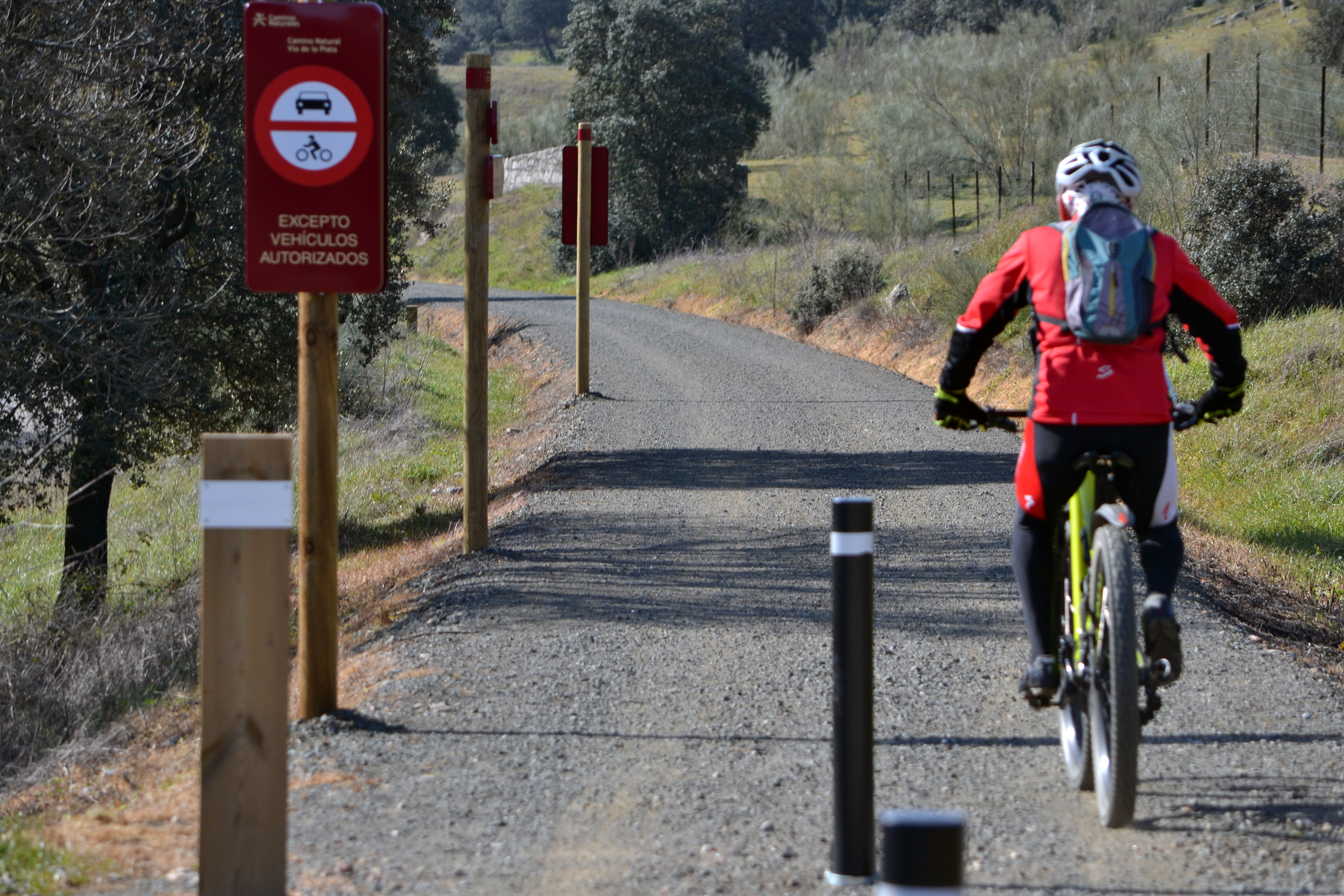
Ciclista rodando en el Camino Natural Vía de la Plata.

Caminos Naturales colabora con la Estrategia Estatal por la Bicicleta con el objetivo de desarrollar una gran red o malla de senderos ciclables a lo largo de todo el territorio nacional. Del total de kilómetros que conforman la Red de Camino Naturales, el 60% de los mismos están habilitados para el tránsito en bicicleta. También se está trabajando conjuntamente con EuroVelo, una red de rutas ciclistas de larga distancia que atraviesan Europa, para la incorporación de diversas sendas nacionales.
Además de colaborar con la Fundación ONCE para adaptar los itinerarios y hacerlos accesibles a todo tipo de público.